# Colville (Neuseeland)
Colville ist ein kleiner Ort im Thames-Coromandel District der Region Waikato auf der Nordinsel von Neuseeland.

## Geographie
Colville ist ein kleiner Farmort am südöstlichen Ende der Colville Bay, gut 15 km nördlich von Coromandel und rund 56 km nördlich von Thames, dem Verwaltungssitz des Thames-Coromandel District.

## Geschichte
1852 wurde in der Nähe von Colville von den Brüdern Charles und Frederick Ring Gold gefunden; und zu Zeiten des intensiven Holzhandels auf der Halbinsel war Colville ein Zentrum für die Holzfäller der nördlichen Region. In den 70er Jahren des 20. Jahrhunderts wurde Colville das Zentrum der Hippie-Kultur Neuseelands, was sich heute noch darin zeigt, dass der alternative Lebensstil noch vorhanden ist.

## Infrastruktur
Für Fahrten in den nördlichen Teil der Coromandel Peninsula stellt Colville die letzte Möglichkeit dar, notwendigen Kraftstoff zu tanken. Auch müssen Reisende davon ausgehen, dass der Straßenbelag der Verkehrswege nördlich von Colville ausschließlich aus Schotter besteht.